# Carlton (Nouvelle-Galles du Sud)
Pour les articles homonymes, voir Carlton.
Carlton est une banlieue du sud de Sydney, dans l’État de Nouvelle-Galles du Sud, en Australie. Carlton est situé à 15 kilomètres au sud du quartier central des affaires de Sydney et fait partie de la région de St George. Carlton se trouve de l’autre côté de la frontière de deux administrations locales, le Georges River Council et le Bayside Council.

## Histoire
La zone était à l’origine fortement boisée. Carlton faisait partie d’une concession de 1 950 acres (7,9 km2) accordée au capitaine John Townson en 1808. La subvention s’étendait du chemin King Georges et du chemin Stoney Creek jusqu’à la gare de Kogarah. Lorsque la ligne de chemin de fer vers Hurstville a été ouverte en 1884, de grandes propriétés ont été subdivisées et les résidents ont commencé à emménager. Cependant, il n’y avait pas de plate-forme à Carlton jusqu’en 1889. Les propriétaires fonciers ont reçu un bloc de terrain libre s’ils ont contribué 400 livres pour financer la construction de la plate-forme et les bâtiments de la gare. Ils ont également été garantis un billet de première classe pour Sydney pour un an.

## Sources
- (en) Cet article est partiellement ou en totalité issu de l’article de Wikipédia en anglais intitulé « Carlton, New South Wales » (voir la liste des auteurs).